# Chapelle Saint-Esprit d'Antibes
La Chapelle Saint-Esprit est une chapelle située à Antibes dans le département français des Alpes-Maritimes.

## Historique

### Haut-Moyen Âge
Les fouilles entreprises dans la chapelle ont montré que son origine remonte au Ve siècle. La chapelle se trouve à 5,50 mètres au nord de l'église Sainte-Marie, ancienne cathédrale d'Antibes, avant le transfert de l'évêché à Grasse, en 1244. La chapelle et la cathédrale constituaient à l'origine un groupe cathédral. La première mention d'un évêque à Antibes, l'évêque Armentaire, date du concile de Vaison, en 442 (Armentarius ex civitate Antypolitane).
Les fouilles entreprises entre 1981 et 1984 sous la direction de P. Arcelin, M. Bats et A. Pollino ont pu montrer quatre états successifs de la chapelle entre l'Antiquité tardive et l'époque carolingienne.
Des pièces de table d'autel datant des Ve – VIe siècles qui ont dû être trouvées dans les fouilles de la cathédrale ou de la chapelle sont exposées dans le musée archéologique d'Antibes installé dans le bastion Saint-André. On peut aussi y voir des éléments de chancel datables du VIIIe siècle. Les incursions sarrasines à partir de 730 ont eu des conséquences sur l'évêché comme le montrent les manques dans la liste des évêques. Les pièces de chancel carolingien doivent correspondre à une période de restauration des édifices religieux (abbaye de Lérins, abbaye Saint-Pons de Nice, église Sainte-Marie-la-Dorée à Cagnes) pendant le règne de Charlemagne.

### Chapelle des Pénitents blancs
L'église a été construite en 1385. Elle accueille la confrérie des Pénitents blancs du Saint-Esprit, seconde confrérie des Pénitents blancs d'Antibes, fondée en 1591. Les élévations conservées correspondent à la chapelle consacrée en 1593.
Des menuisiers de Saint-Paul réalisent, en 1629, une clôture en bois séparant le chœur de la chapelle. En 1642, la confrérie demande à un menuisier natif du Mans, Mathurin Beauclair, de faire « ung ornement d’hautel pour ladite chapelle pour y mettre et poser le retable que ladicte confrairie fait faire quy est composé de unze pans d’haulteur et huit de large lequel ornement sera de l’haulteur de la voulte quy est au-dessus ou sera posé ledit retable avec ses pillastres, colonnes torces à chasque cousté, figures ». Pierre de Bonnefons, recteur de la confrérie, traite avec des maçons pour relever la voûte au-dessus du maître-autel, agrandir trois fenêtres de la chapelle, blanchir les murs et la nouvelle voûte. En 1681, des travaux sont commandés pour rehausser les piliers qui soutiennent la voûte.
Le portail a été détruit en 1746 et refait en 1751 dans le style baroque. À côté du portail on voit un montant en pierre d'un mètre de hauteur vestige du portail du narthex de la cathédrale du VIe siècle.
La chapelle devient bien national au début de la Révolution. Elle est occupée par l'armée. En 1810, on envisage d'en faire un presbytère.
C'est dans cette chapelle qu'ont été enfermés les soldats de Napoléon Ier venus en reconnaissance après le débarquement à Golfe-Juan, le 1er mars 1815.
En 1821, la chapelle devient l'école d'enseignement mutuel qui est supprimée en 1824.
La chapelle est citée dans l'inventaire fait en 1906 à la suite de la loi de séparation des Églises et de l'État.
En 1988, la chapelle est transformée en salle du conseil municipal.
Cette chapelle fait l’objet d’un classement au titre des monuments historiques depuis le 16 octobre 1945.

## Présentation
La chapelle est à nef unique. Elle se termine par une abside semi-circulaire. Elle mesure 21,70 m de long pour une largeur de 6,30 m.